# Philip Reed
Philip Reed (ur. 1760, zm. 2 listopada 1829) – amerykański polityk.
W latach 1806–1813 z ramienia Partii Demokratyczno-Republikańskiej reprezentował stan Maryland w Senacie Stanów Zjednoczonych.
Później, w latach 1817–1819 przez jedną dwuletnią kadencję Kongresu Stanów Zjednoczonych był przedstawicielem siódmego okręgu wyborczego w stanie Maryland w Izbie Reprezentantów Stanów Zjednoczonych. Nie został wybrany na kolejną kadencję, jednak do Izby Reprezentantów powrócił w latach 1822–1823 jako przedstawiciel szóstego okręgu wyborczego w stanie Maryland.